# Maria Diaconescu
Maria Diaconescu (Rumania, 16 de noviembre de 1937) fue una atleta rumana especializada en la prueba de lanzamiento de jabalina, en la que consiguió ser subcampeona europea en 1962.

## Carrera deportiva
En el Campeonato Europeo de Atletismo de 1962 ganó la medalla de plata en el lanzamiento de jabalina, llegando hasta los 52.10 metros, tras la soviética Elvĩra Ozoliņa (oro con 54.93 metros) y por delante otra atleta soviética Alevtina Shastiko (bronce con 51.80 metros).